# ビンスエン県
ビンスエン県（ビンスエンけん、ベトナム語：Huyện Bình Xuyên / 縣平川?）は、ベトナムヴィンフック省の県である。

## 行政区画
以下の3市鎮10社を管轄する。
- フオンカイン市鎮（Hương Canh / 香粳）
- ザーカイン市鎮（Gia Khánh / 嘉慶）
- タインラン市鎮（Thanh Lãng / 清朗）
- バーヒエン社（Bá Hiến / 霸憲）
- ダオドゥク社（Đạo Đức / 道德）
- フオンソン社（Hương Sơn / 香山）
- フースアン社（Phú Xuân / 富春）
- クアットリュー社（Quất Lưu / 橘榴）
- ソンロイ社（Sơn Lôi / 山雷）
- タムホップ社（Tam Hợp / 三合）
- タンフォン社（Tân Phong / 新豐）
- ティエンケー社（Thiện Kế / 善繼）
- チュンミー社（Trung Mỹ / 中美）